# هوارد کلاین
هوارد کلاین (انگلیسی: Howard Klein) تهیه‌کننده تلویزیونی آمریکایی است. او بیشتر برای مجموعه تلویزیونی کارنیوال ساخته اچ‌بی‌او شناخته شده است.